# Кобзарі (Білопільський район)
Кобзарі — колишнє село в Україні, Сумській області, Білопільському районі.
Було підпорядковане Марківській сільській раді. Станом на 1988 рік в селі проживало 20 людей.

## Історія
Село знаходилося за 2,5 км від правого берега річки Сула. Приблизно за 2 км від Кобзарів розташовані села Луциківка та Марківка.
Зняте з обліку рішенням Сумської обласної ради від 16 грудня 1994 року.